# 今永典秀
今永 典秀（いまなが のりひで、1982年 - ）は、日本の研究者、実務家教員。名古屋産業大学 現代ビジネス学部、経営専門職学科 准教授、地域連携センター長。Co-Innovation University（2026年4月開学予定）ボンディングシップ・アドバイザー。

## 人物
愛知県名古屋市生まれ。愛知県立千種高等学校、2005年3月名古屋大学経済学部卒業。2013年4月 グロービス経営大学院大学入学、2021年3月岐阜大学工学研究科（工学博士)。2005年4月 住友信託銀行（現三井住友信託銀行）入社、2012年12月 東和不動産入社（現トヨタ不動産）。2016年1月岐阜大学地域協学センター特任助教を経て、2019年４月より名古屋産業大学現代ビジネス学部、2021年4月より、経営専門職学科 専任教員(現職）。2024年4月より Co-Innovation University(2026年4月開学予定)ボンディングシップ・アドバイザー。
実務家教員として、インターンシップを中心とした産学連携・地域連携に取り組む。大学での新規事業、新学部設立などのプロジェクトに関わり、様々な人たちが共創する実践的な教育を創造している。社会人の兼業・副業、パラレルキャリア活動、プロボノなどへの知見も有する。
インターンシップに関して、大学における実践・教育プログラムの設計・企業向けのセミナーなどの経験を有する。2024年よりNPO法人G-netの棚瀬規子と今永典秀の二人の「ノリ」で、ポッドキャスト「ノリノリのインターンシップ大冒険」を配信する。

## 受賞歴
- 2020年6月　食と農・流通（小売・外食）における新型コロナウイルス対策 懸賞論文・提言 優秀賞, 地域から食の時間を自宅へ届けるサービスの考察 ―株式会社日添による「＃旅するおうち時間」の事例より, 公益財団法人流通経済研究所[11]
- 2021年9月　2021年 第4回槇本記念賞「秀逸なるインターンシップ」, 地域企業の魅力発見インターンシップ -地域企業を複数社体験するNPO法人G-netによるシゴトリップの事例より-, 日本インターンシップ学会[12]
- 2023年9月　2023年 第5回槇本記念賞 「秀逸なるインターンシップ」, 「就職・キャリア支援・教育プログラムと連動した短期大学における初年時インターンシッププログラムの開発と実践―名古屋経営短期大学の未来キャリア学科の事例より―」, 日本インターンシップ学会[13]

## 主な役職
- 日本インターンシップ学会理事[14]
- グローバルビジネス学会理事[15]

## 著書
- 『長期実践型インターンシップ入門』（編著）（ミネルヴァ書房、2024年）
- 『共創の強化書』（共著）（中央経済社、2023年）
- 『企業のためのインターンシップ実施マニュアル』（共著）（日本能率協会マネジメントセンター、2021年）
- 『経営専門職入門』（共著）（日科技連出版社、2021年）